# Gabinet Lyndona B. Johnsona

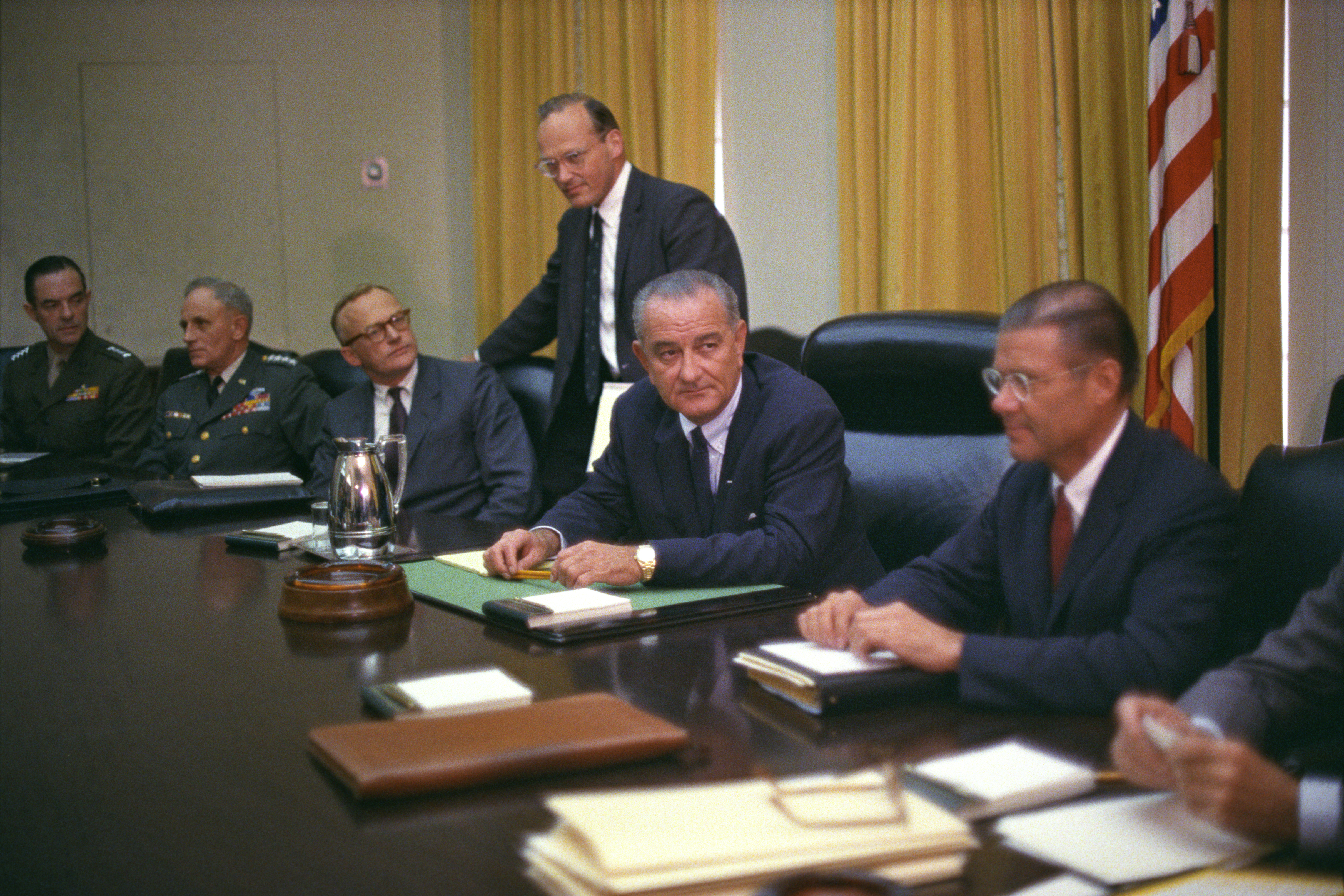
Prezydent Johnson na posiedzeniu gabinetu w lipcu 1965 r.

Gabinet Lyndona B. Johnsona – powołany i zaprzysiężony w 1963, po zamachu na Johna F. Kennedy’ego.
| Departament/Funkcja                             | Imię i nazwisko                                                            | Kadencja                                        |
| ----------------------------------------------- | -------------------------------------------------------------------------- | ----------------------------------------------- |
| Prezydent                                       | Lyndon B. Johnson                                                          | 1963 – 1969                                     |
| Wiceprezydent                                   | wakat Hubert Humphrey                                                      | 1963 – 1965 1965 – 1969                         |
| Sekretarz stanu                                 | Dean Rusk                                                                  | 1963 – 1969                                     |
| Sekretarz skarbu                                | C. Douglas Dillon Henry H. Fowler Joseph W. Barr                           | 1963 – 1965 1965 – 1968 1968 – 1969             |
| Sekretarz obrony                                | Robert McNamara Clark Clifford                                             | 1963 – 1968 1968 – 1969                         |
| Prokurator generalny                            | Robert F. Kennedy Ramsey Clark                                             | 1963 – 1964 1966 – 1969                         |
| Dyrektor Generalny Poczty                       | John A. Gronouski Larry O’Brien W. Marvin Watson                           | 1963 – 1965 1965 – 1968 1968 – 1969             |
| Sekretarz zasobów wewnętrznych                  | Stewart Udall                                                              | 1963 – 1969                                     |
| Sekretarz rolnictwa                             | Orville Freeman                                                            | 1963 – 1969                                     |
| Sekretarz handlu                                | Luther H. Hodges John T. Connor Alexander Trowbridge C. R. Smith           | 1963 – 1965 1965 – 1967 1967 – 1968 1968 – 1969 |
| Sekretarz pracy                                 | W. Willard Wirtz                                                           | 1963 – 1969                                     |
| Sekretarz zdrowia, edukacji i opieki społecznej | Anthony J. Celebrezze John W. Gardner Wilbur J. Cohen                      | 1963 – 1965 1965 – 1968 1968 – 1969             |
| Sekretarz urbanizacji                           | Robert C. Weaver Robert Coldwell Wood                                      | 1966 – 1968 1969                                |
| Sekretarz transportu                            | Alan Stephenson Boyd                                                       | 1967 – 1969                                     |
| Ambasador Stanów Zjednoczonych przy ONZ         | Adlai Ewing Stevenson II Arthur Goldberg George Ball James Russell Wiggins | 1963 – 1965 1965 – 1968 1968 1968 – 1969        |